# مخیتاریشن
مخیتاریشن (ارمنی: Մխիթարաշեն; به لاتین: Muxtar) یک منطقهٔ مسکونی در جمهوری آرتساخ است که در استان آسکران واقع شده‌است. مخیتاریشن  ۹۰ نفر جمعیت دارد.

## Gallery

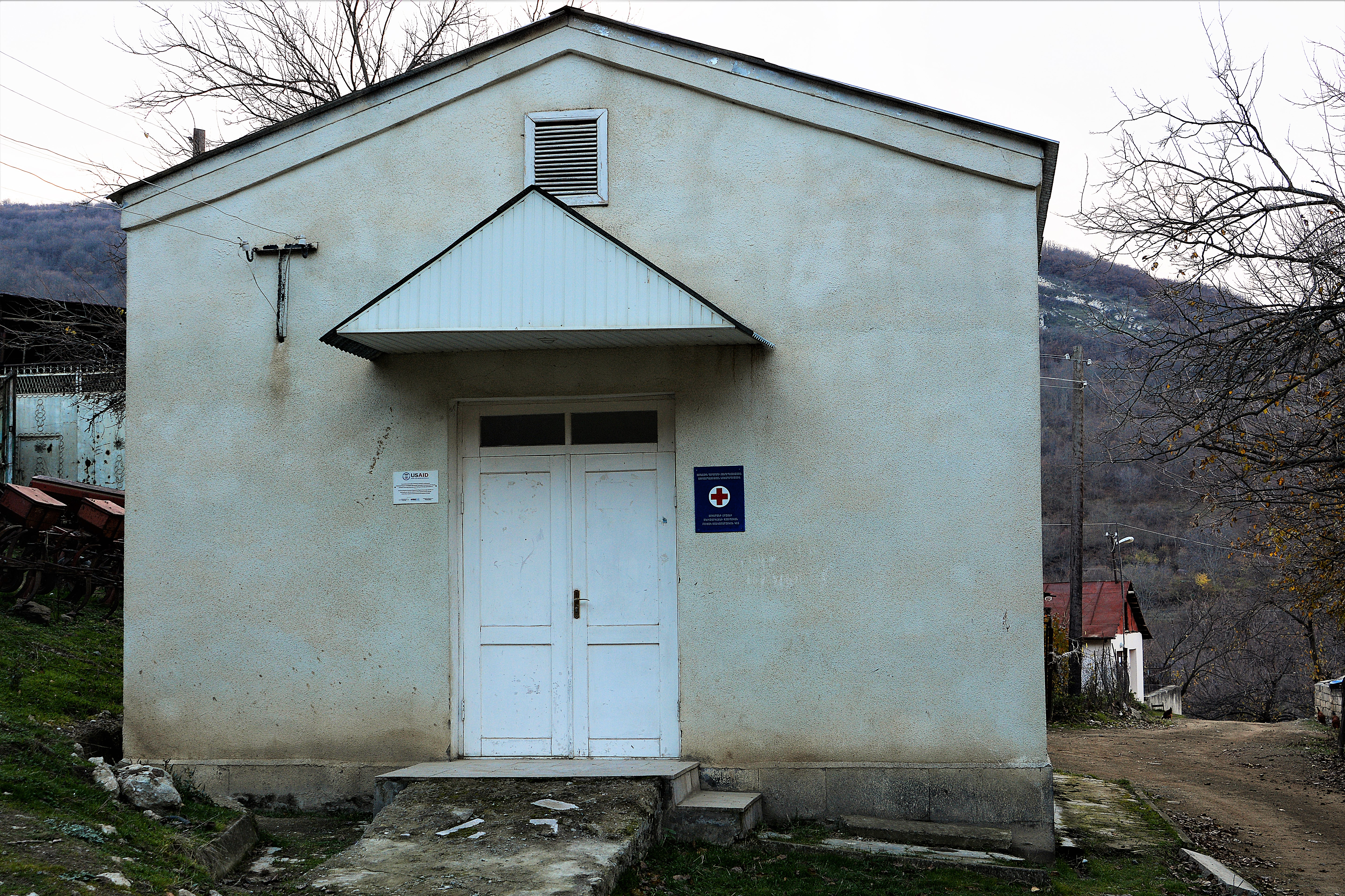
First Aid station
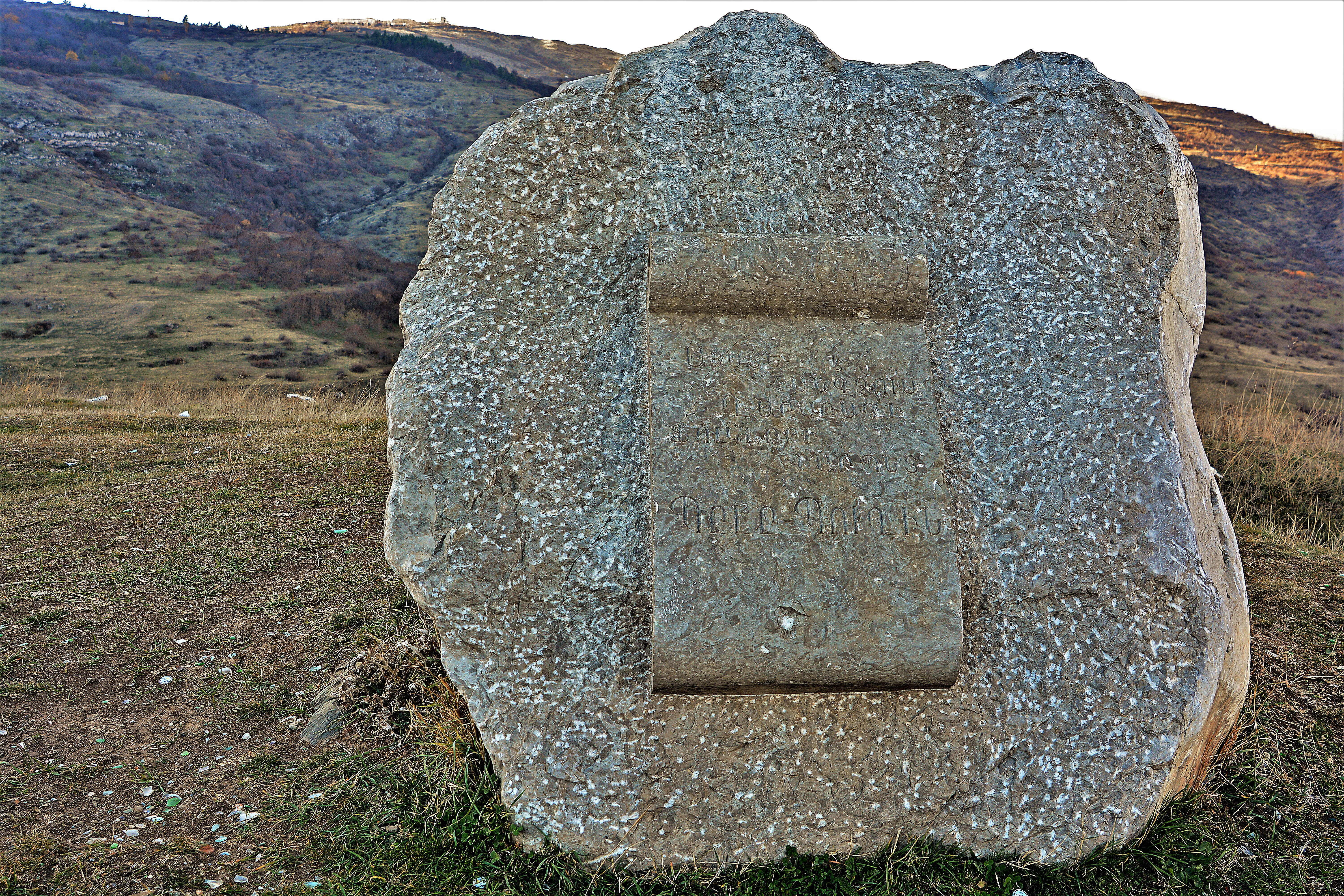
Monument
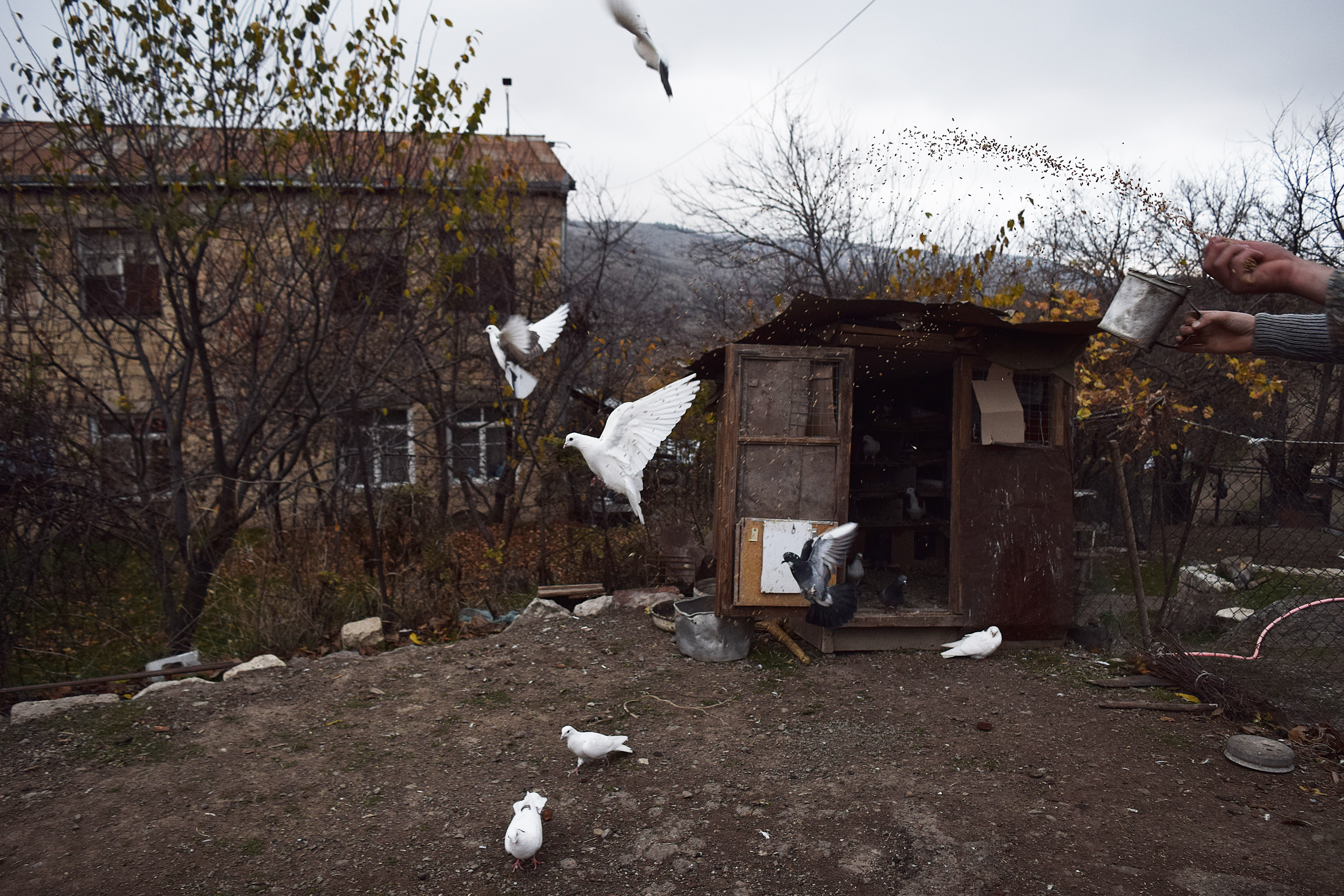
View of the village
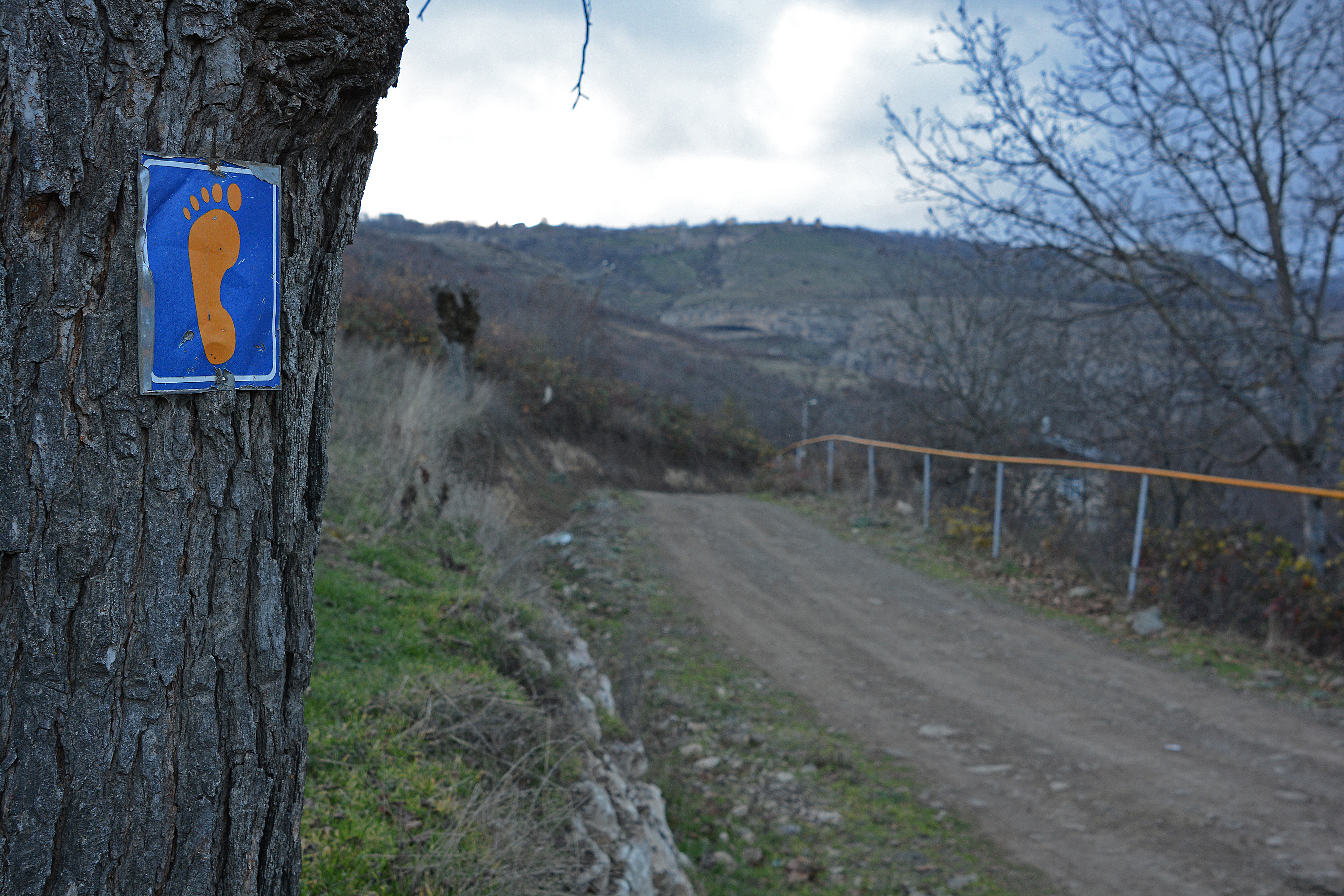
Janapar Trail sign in the village